# Mohammadabad (Azerbejdżan Zachodni)
Mohammadabad – wieś w Iranie, w ostanie Azerbejdżan Zachodni, w szahrestanie Szahin Deż. W 2006 roku liczyła 240 mieszkańców.